# Vézère
La Vézère è un fiume francese, lungo 211 chilometri, che si trova nella parte sud-occidentale della nazione; esso è un affluente di destra della Dordogna.

## Percorso
Le sorgenti del fiume si trovano nel Massiccio Centrale ed esso scorre verso sudovest attraversando i territori di 53 comuni tra i quali  le seguenti città (e relativi dipartimenti):
- Corrèze: Pérols-sur-Vézère, Bugeat, Uzerche, Vigeois, Brive-la-Gaillarde
- Dordogna: Montignac, Terrasson-Lavilledieu, Les Eyzies-de-Tayac-Sireuil, Le Bugue

Nei pressi di Le Bugue la Vézère confluisce nella Dordogna.

## Principali affluenti
- Corrèze (95 km)
- Loyre (45 km)
- Brézou (29 km)
- Bradascou (33 km)

## Monumenti e luoghi d'interesse

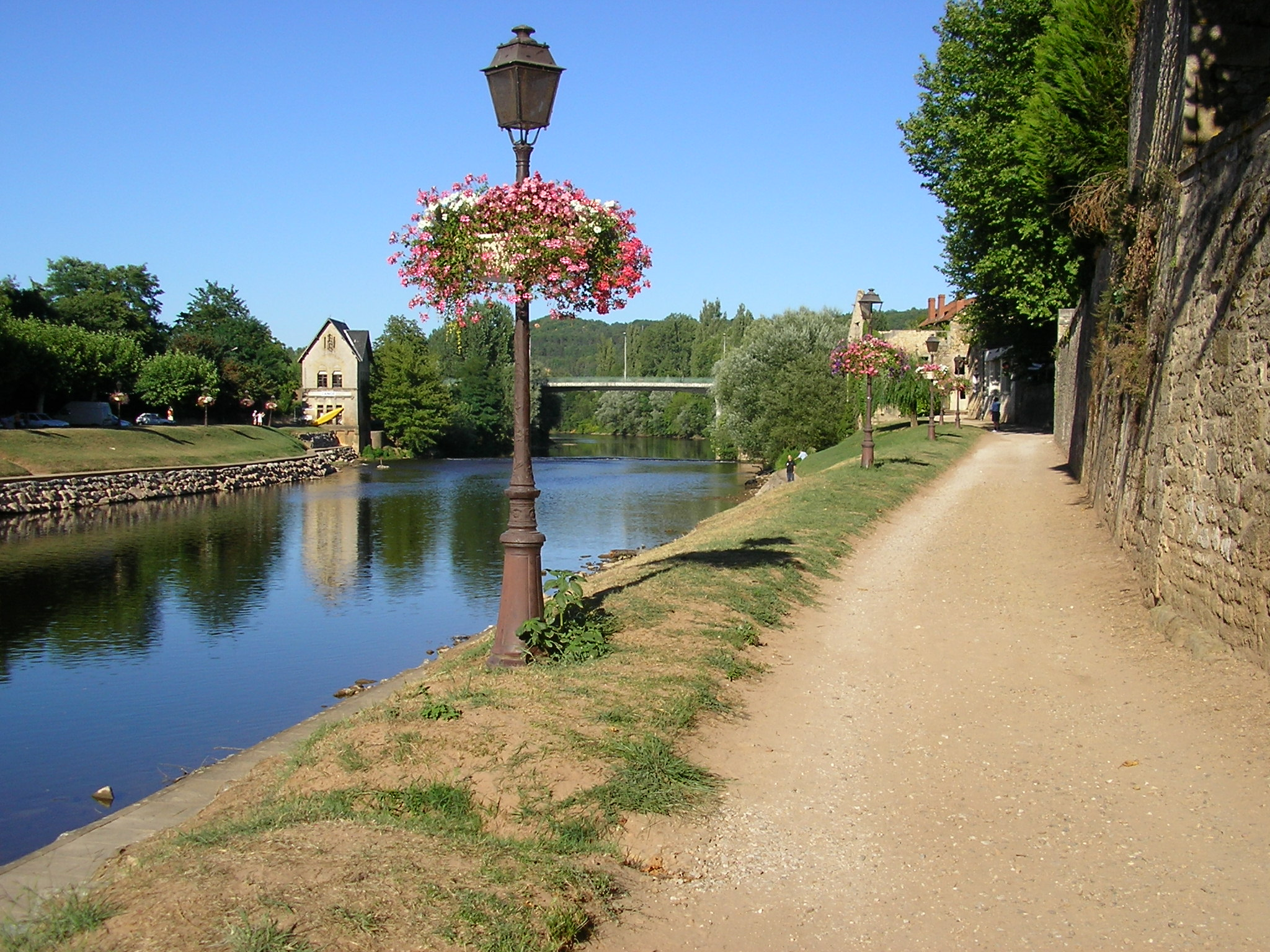
Il fiume Vezère a Montignac

La valle della Vézère è famosa per i sistemi di caverne che si trovano nei suoi pressi, le quali contengono numerosi esempi di arte rupestre e di resti fossili di ominidi. Queste grotte nel 1979 sono state dichiarate dall'UNESCO patrimonio dell'umanità; le grotte più famose sono quelle di Lascaux.
Sempre lungo il suo corso, vi sono imponenti falesie negli anfratti delle quali che hanno trovato riparo comunità preistoriche e, successivamente (sino ad arrivare al medioevo) altre comunità (come nel caso di La Roque Saint-Christophe).